# Pteronarcyidae
Famille
Les Pteronarcyidae sont une famille d'insectes plécoptères dont on connaît douze espèces réparties en deux genres.

## Liste des genres et espèces
Selon NCBI (31 janvier 2025) :
- genre Pteronarcella
  - Pteronarcella badia
  - Pteronarcella californica
  - Pteronarcella regularis
- genre Pteronarcys
  - Pteronarcys badia
  - Pteronarcys bilobata
  - Pteronarcys californica
  - Pteronarcys dorsata
  - Pteronarcys pictetii
  - Pteronarcys princeps
  - Pteronarcys proteus
  - Pteronarcys sachalina
  - Pteronarcys scotti

## Liste des sous-familles
Selon ITIS (9 août 2010) :
- sous-famille des Pteronarcyinae